# معركة كورتي
معركة كورتي (4 نوفمبر 1820م)، هي معركة بارزة في تاريخ السودان وقعت في بدايات القرن التاسع عشر بين جيوش إسماعيل باشا الغازية وقبيلة الشايقية في شمال السودان الحالي.

## خلفية تاريخية
بعد وصول محمد علي باشا لسدة الحكم في مصر اتجهت أنظاره لضم بلاد النوبة (السودان) إلى حكمه، فقام بإرسال حملة للسودان بقيادة ابنه إسماعيل باشا، فتقدمت جيوش الحملة في النوبة السفلى ثم بدايات النوبة العليا ولم تلق مقاومة تذكر حتى وصلت جنوباً إلى حدود مملكة الشايقية، فطلب منهم إسماعيل باشا تسليم السلاح والخيل وأداء الجزية، فأجابه الشايقية: «أما الجزية فنؤديها بلا حرب، أما خيولنا وسلاحنا فما نسلمها إلا بالحرب»، فأرسل إسماعيل باشا مئة فارس لاستطلاع أمرهم، فأحاط بهم فرسان الشايقية وانقضوا عليهم، فقتلوا منهم 75 رجلاً ورجع الباقون لإسماعيل باشا فعزم على حربهم.

## موقعة كورتي
في عصر 4 نوفمبر تقدم إسماعيل باشا بجيشه بمحاذاة الضفة الغربية للنيل، حتى وصل مشارف كورتي وهناك التقى بجيوش الشايقية المجتمعة ب«حلة أم بقر»، وكان في جيش الشايقية حوالي ألف فارس و2500 من المشاة. أما إسماعيل باشا فجعل البدو والمغاربة في المقدمة والمؤن والجمال في الخلف استعدادا للمعركة. وكانت جيوش إسماعيل باشا مجهزة بالأسلحة النارية، أما الشايقية فكانوا يحملون الأسلحة البيضاء البسيطة وهي الحراب والسيوف، وارتدى ملوكهم وقادتهم وبعض فرسانهم الدروع وحملوا البنادق والسيوف والدرق. وفي صفوف جيش الشايقية كانت هناك فتاة تجلس على هودج فوق جمل مزدان بالحلي تدعى«مهيرة بت عبود»، وهي بنت الشيخ عبود شيخ بادية السواراب أحد فروع الشايقية، وكانت مهيرة تنشد الأشعار الحماسية لتلهب حماس جنود الشايقية أثناء المعركة. واصطف الشايقية تحت قيادة الملك جاويش والملك صبير والملك عمر وعدة زعماء آخرين.
بدأت المعركة واندفع الشايقية نحو العدو اندفاعاَ قوياَ فقاموا بزحزحة طليعة الجيش التركي المكونة من البدو والمغاربة، حتى تدارك الموقف عبدي كاشف الذي تقدمهم ونجح في صد هجمات الشايقية فبدأ البدو والمغاربة في استعادة مراكزهم مرة ثانية، أما المجموعة الثانية من جيش إسماعيل باشا فكانت تطلق النيران من خلال البنادق ثم تتراجع مجموعة منهم لتقوم بتعبئة الأسلحة، فتحل مكانها فرقة أخرى في إطلاق النيران حتى تعود الأولى وهكذا يتناوبون في إطلاق النار على الشايقية، واستمر الشايقية في التدافع على العدو وكان القتال شديدا بين الطرفين، حتى دارت الدائرة على الشايقية وما كان من السلاح الناري إلا أن يتفوق على السيوف والرماح، فحصد الجيش التركي من جيوش الشايقية أرواحا كثيرة، قدرت ب (600-800) رجل، وجل القتلى من المشاة وعدد قليل جدا من الفرسان، أما الجيش التركي فلم يقتل منهم غير 30 رجلا.

## معركة الضيقة
بعد هزيمة الشايقية بكورتي انسحب الباقون منهم واجتازوا النيل إلى الضفة الشرقية، فاجتمعت جيوش الشايقية مجددا بقيادة الملك شاويش على منحدرات جبل الدجر، واحتموا بقلعة الضيقة الحصينة، فتبعهم إسماعيل باشا بجيشه وانتظر حتى أحضر المدافع، فقامت مدفعية إسماعيل باشا بقصف القلعة ودكها بالمدافع حتى انهزم الشايقية.

## أسر صفية بنت الملك صبير
أثناء المعركة وقعت صفية بن الملك صبير تحت الأسر، فتم إحضارها لإسماعيل باشا الذي قام بإكرامها وألبسها أفخر الثياب وردها إلى والدها معززة مكرمة، ولما رأى الملك صبير هذه المعاملة الحسنة لبنته قرر أن لا يرفع السيف في وجه رجل أحسن إليه، فجاء للباشا مسلما طائعا.

## بعد المعركة
بعد الهزيمة في المعركة قام ملوك الشايقية بالتسليم، ماعدا الملك جاويش الذي رفض التسليم للجيش الغازي ففر بمئتي فارس عبر الصحراء إلى شندي، محاولا عقد حلف مع المك نمر ملك الجعليين، ولكنه لم يفلح في تحقيق ذلك المسعى، وسار بعد ذلك جنوباً إلى الحلفايا، محاولاً إقناع العبدلاب، ولكن باءت جهوده بالفشل، فاضطر إلى التسليم في 15 مايو 1821م، فاستقطبه إسماعيل باشا وعينه على رأس 140 فارس وجعله يرافقه في جيشه.